# Eulemur cinereiceps
Eulemur cinereiceps е вид бозайник от семейство Лемурови (Lemuridae). Видът е критично застрашен от изчезване.